# 西南文殊兰
西南文殊兰（学名：Crinum latifolium）为石蒜科文殊兰属的植物。分布于越南、印度、马来西亚以及中国大陆的贵州、广西、云南等地，多生在河床及沙地，目前尚未由人工引种栽培。

## 别名
西南文珠兰（中国高等植物图鉴）